# Федерико Варела
Федерико Варела е аржентински футболист, полузащитник.

## Професионална кариера
Започва да тренира във Вивейро Испания, но през 2012 преминава в школата на Селта Виго Испания. Играе като атакуващ полузащитник или халф, но се справя и като ляво и дясно крило. През юли 2013 започва да играе за отбор на Селта Виго Испания до 19 години. На 1 септември 2014 преминава в Стад Нион Швейцария. Дебютира за тима на 24 септември 2014 в загубата от Кьониц Швейцария с 3:1. Първи гол за тима бележи на 8 ноември 2014 при загубата с 2:1 от Брюл Швейцария. Играе за тима 21 мача с 3 гола. Добрите му изяви предизвикват трансфер в Порто Португалия на 29 януари 2015, като веднага е изпратен във втория отбор на тима. Дебютира за тази формация на 15 август 2015 при победата с 2:1 над Санта Клара Португалия. През първия сезон 2015/16 записва 14 мача с 1 гол, във втория играе 36 мача със 7 гола, а през третия – 20 мача с 8 гола, с което закръгля сметката си за тима с 70 мача и 16 гола. От 21 януари 2018 до 30 юни 2018 е даден под наем на Портимонензе Португалия. Дебютира на 29 януари 2018 при победата с 4:1 над Рио Аве Португалия. Изиграва общо 12 мача за отбора. Следва нов наем от 30 юли 2018 до 30 юни 2019 в Райо Махадаонда Испания, където изиграва 38 мача с 3 гола. След завръщането си от наем е продаден на Леганес Испания на 4 юли 2019. След като не успява да запише дебют за отбора е даден под наем на Лас Палмас Испания на 30 декември 2019 до 21 юли 2020. Изиграва 17 мача за тима и вкарва 1 гол. Завръща се в Леганес Испания за кратко, за да разтрогне на 15 септември 2020 и да се присъедини към Денизлиспор Турция на 18 септември 2020. Играе за тима в 7 мача. На 1 февруари 2020 подписва договор с ЦСКА. Носител на купата на България за сезон 2020/21.

## Успехи
ЦСКА (София)
- Купа на България (1): 2021